# 日新製菓
株式会社日新製菓（にっしんせいか）は栃木県宇都宮市に本社を置くせんべい・あられなどの米菓の製造・販売する企業。主な商品は米菓。

## 沿革
- 1970年09月 - 有限会社日新を設立　資本金2百万円
- 1983年06月 - 株式会社日新製菓および有限会社日新に生販事業分離
- 1988年05月 - 上河内町下小倉（現所在地）に生地工場として上河内工場を新築
- 1990年10月 - 通信販売会社　株式会社日光もち本舗を設立
- 1994年09月 - 上河内工場に全製造ラインを集約
- 1995年10月 - 株式会社日新が株式会社日新製菓、株式会社日光もち本舗を吸収統合し商号を株式会社日新製菓と改める
- 2004年05月 - 本社移転（現所在地）
- 2004年10月 - 亀田製菓株式会社と資本提携し連結子会社となる
- 2008年03月 - 資本金を2億5千万円に増資
- 2009年03月 - 本社所在地に新工場を竣工

## 主な商品
せんべい・あられなどの米菓。
- サラダふくべ煎
- 醤油ふくべ煎
- 江戸の波奈七味
- ねぎみそ煎、など